# Sypna brandti
Sypna brandti är en fjärilsart som beskrevs av Kobes 1985. Sypna brandti ingår i släktet Sypna och familjen nattflyn. Inga underarter finns listade i Catalogue of Life.